# Dolina Piekielnego Potoku

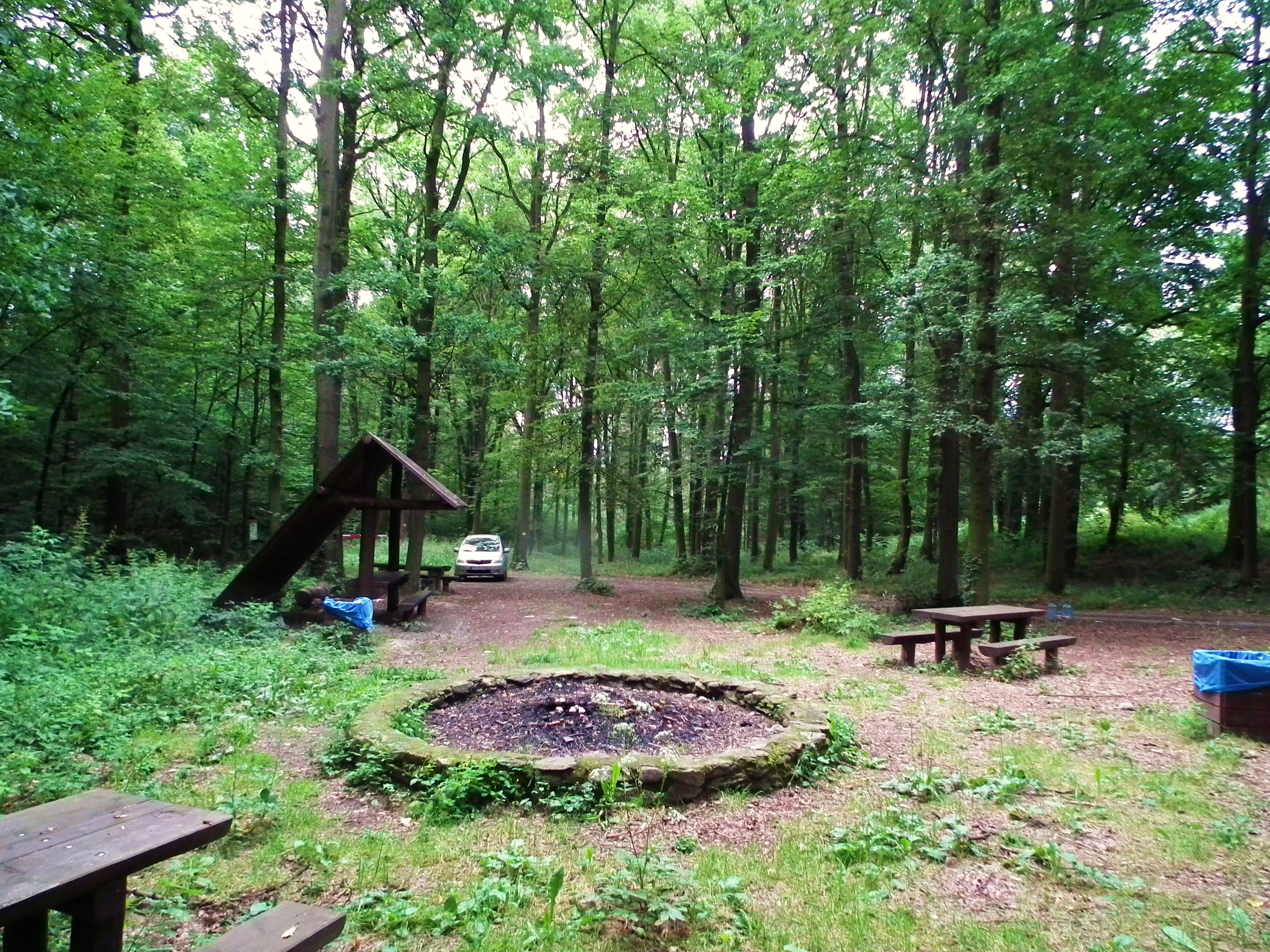
Widok ogólny z miejsca piknikowego

Dolina Piekielnego Potoku, zwana także Doliną Tatarską – dolina położona na Przedgórzu Sudeckim w obrębie Wzgórz Niemczańsko-Strzelińskich, w południowo-zachodniej Polsce w województwie dolnośląskim.

## Położenie
Dolina Piekielnego Potoku położona jest w obrębie Wzgórz Gumińskich w okolicy miejscowości Gilów, ok. 2,5 km na zachód od Niemczy, przy drodze prowadzącej do Dzierżoniowa.

## Opis
Jest to długa dolina porośnięta lasem mieszanym, ciągnąca się na długości kilku kilometrów w kierunku północno-zachodnim. Jest to przełomowa dolina Piekielnego Potoku przez Wzgórza Gumińskie. Skalisty wąwóz został wyżłobiony przez płynący potok, nazywany jest Piekiełkiem lub Czarcim Wąwozem. Zachowały się fragmenty umocnień grodziska w Gilowie. Przełom Piekielnego potoku ma charakter przełomu epigenetycznego. Obecny kierunek doliny różni się od pierwotnego kierunku sprzed epoki lodowcowej, w czasie której dolina została zasypana materiałem polodowcowym. Obecnie potok płynie bardziej na wschód. Przed zasypanie w czasie epoki lodowcowej Piekielny Potok przemieszczał wody bardziej na północ.     

## Turystyka
Doliną prowadzi szlak turystyczny:
- droga Szklary-Samborowice – Jagielno – Przeworno – Gromnik – Biały Kościół – Nieszkowice – Czerwieniec – Żelowice – Błotnica – Piotrkówek – Ostra Góra – Niemcza – Tatarski Okop – Dolina Piekielnego Potoku – Gilów – Piława Dolna – Owiesno – Góra Parkowa – Bielawa – Kalenica – Nowa Ruda – Tłumaczów – Radków – Pasterka – Karłów – Skalne Grzyby – Batorów – Duszniki-Zdrój – Szczytna – Zamek Leśna – Polanica-Zdrój – Bystrzyca Kłodzka – Igliczna – Międzygórze – Przełęcz Puchacza[2].

Trasa posiada walory przyrodnicze i krajobrazowe.

## Atrakcje
- fragmenty umocnień wielkomorawskiego Grodziska w Gilowie
- Czarci Wąwóz – skalisty wąwóz wyżłobiony przez rzekę.